# Carlos, Duque de Penthièvre
Carlos Fernando Luís Filipe Emanuel de Orleães (em francês: Charles Ferdinand Louis-Philippe Emmanuel d'Orléans; Paris, 1 de janeiro de 1820 – Paris, 25 de julho de 1828), foi um príncipe francês da Casa de Orleães, oitavo filho do Duque e da Duquesa de Orleães, futuro rei Luís Filipe I de França e rainha Maria Amélia. Ele foi agraciado como Duque de Penthièvre, um título anteriormente detido por seu bisavô Luís.

## Biografia
Carlos de Orleães nasceu no Palácio Real em Paris, a residência oficial da família Orleães desde 1692. Dentro de sua família, ele foi apelidado de Pimpin.
Ele foi o quarto de seis filhos nascidos de seus pais; Fernando Filipe nascido em 1810; o Duque de Némours nascido em 1814; o Príncipe de Joinville nascido em 1818 que foi seguido por Carlos. Seus irmãos mais novos eram o duque de Aumale e o duque de Montpensier. Sua irmã mais velha, a princesa Luísa, casou-se com Leopoldo I da Bélgica. Outra irmã, a princesa Clementina, era mãe de Filipe de Saxe-Coburgo-Koháry. Ele nasceu um mês prematuro e acreditava-se que não viveria. Embora ele vivesse, ele permaneceu fisicamente fraco e mentalmente incapacitado. Ele foi cuidado por um servo chamado Joseph Uginet, que o amava muito.
Carlos recebeu o título de Duque de Penthièvre, que havia passado para a Casa de Orleães por herança; A avó paterna de Carlos, Luísa Maria Adelaide de Bourbon, esposa de Luís Filipe II, foi uma grande herdeira e herdou a fortuna Penthièvre de seu pai antes da Revolução Francesa. Como tal, a família Orleães era uma das mais ricas da Europa, rivalizando com a linha principal no século anterior.

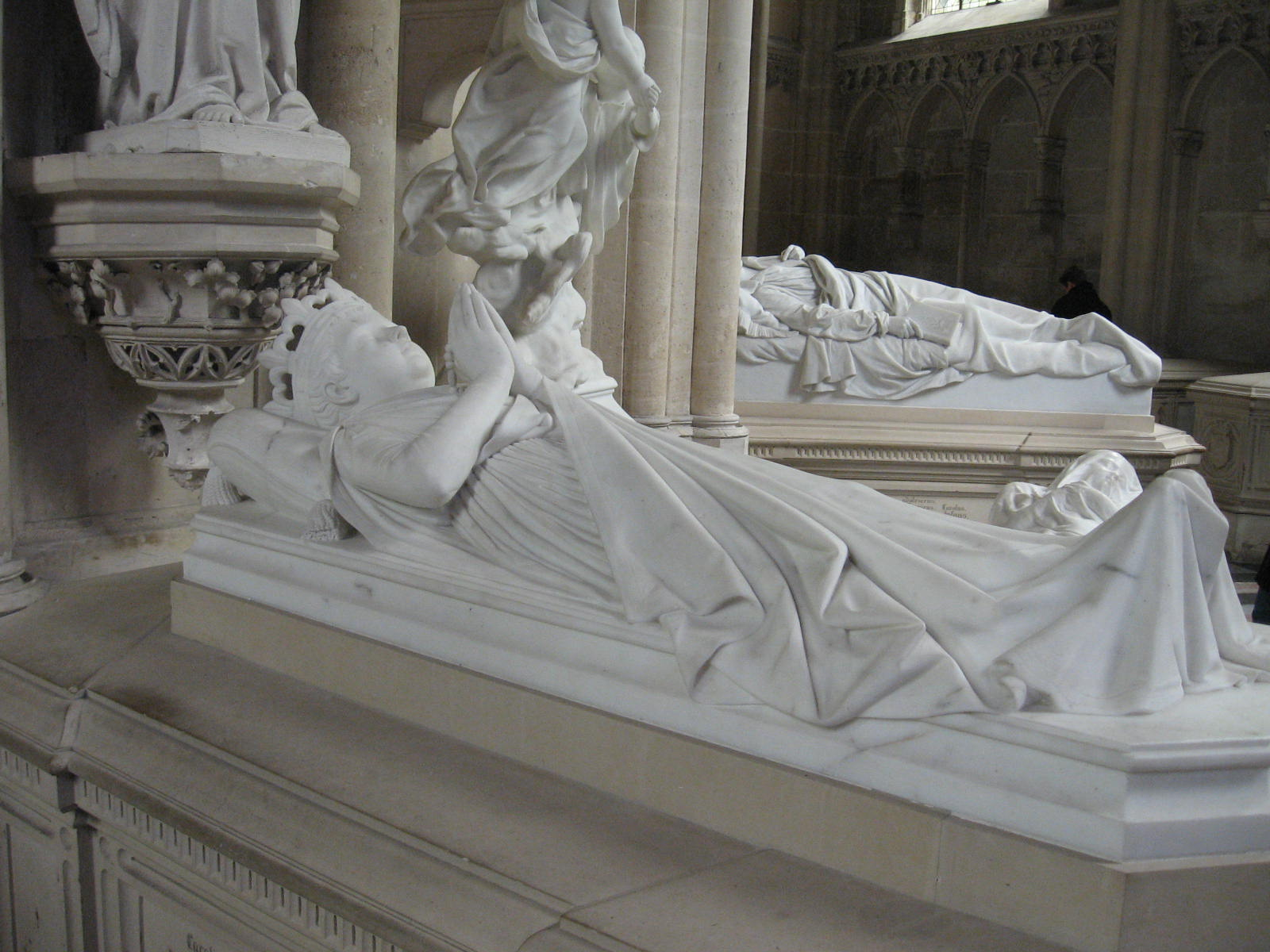
Tumba de Carlos em Dreux.

Ele morreu no Château de Neuilly nos arredores de Paris em 1828 aos 8 anos. Uginet escreveu: "Pimpin morre de espasmos horríveis, 25 de julho de 1828". Possíveis noivas incluíam sua prima em primeiro grau, a princesa Maria Carolina das Duas Sicílias, também nascida em 1820. Mais tarde, ela se casou com o infante Carlos, conde de Montemolin, mas morreu sem filhos. Carlos foi enterrado na Capela real de Dreux, local de sepultamento da Casa de Orleães remodelado por sua avó paterna Luísa Maria Adelaide de Bourbon, a quem ele nunca conheceu. Menos de dois anos após sua morte, seu pai se tornou o rei dos franceses em 9 de agosto de 1830.